# Рамбах, Фридрих Эберхард
Фридрих Эберхард Рамбах (нем. Friedrich Eberhard Rambach; 1767—1826) — немецкий учёный, профессор, декан философского факультета и ректор Императорского Дерптского университета.

## Биография
Родился 14 июля 1767 года в Кведлинбурге. Его отец, лютеранскиq богослов Иоганн Якоб Рамбах (Johann Jakob Rambach  (нем.); 1737—1818) в 1774 году стал главным пастырем в Кведлинбурге, с 1780 года — главный пастырем в церкви Св. Михаила в Гамбурге.
В 1785 году начал учиться на теологическом отделении гимназии Johanneum  (нем.); с 1786 года — в Университете Галле, где в 1793 году за диссертацию «De Mileto ejusque coloniis» был удостоен степени доктора философии. В 1791 году занял место проректора Фридрихской гимназии в Берлине, а затем получил должность профессора древностей в Берлинской академии изящных искусств и прикладных наук. В 1801 году он был назначен директором Института для молодых женщин. Во время своего пребывания в Берлине он активно писал пьесы и готические романы, привлекая к работе своего ученика Людвига Тика.
С 18 мая 1803 года он занял кафедру камеральных и финансовых наук и торговли в Дерптском университете, со званием ординарного профессора; 30 мая 1804 года был избран непременным членом школьной комиссии и оставался им до 1813 года, причём относился к своим обязанностям крайне добросовестно, объездив, например, все училища 8 раз; кроме этого, в течение 1804—1806 годов безденежно исполнял должность директора Дерптских училищ; 1 августа 1804 года в первый раз был избран деканом философского факультета; а 1 августа 1811 — вторично. С июня до октября 1812 года по Высочайшему повелению в главной квартире русской армии занимался учреждением и управлением полевой типографией.
В 1814 году первый раз был избран ректором Дерптского университета, в 1815 году — повторно.
В 1816 году он был произведён в чин коллежского советника и в третий раз избран в деканы философского факультета и переизбран ещё и в 1820 году. С 1822 года — статский советник.
Умер 30 июня 1826 года в Ревеле, куда поехал для восстановления здоровья.
Был дважды женат. Имел сыновей: отпервого брака — Иоганна (1800—1865); от второго брака — Фридриха (1811—1895) и Генриха (1822—?).

## Публикации
- Thaten und Feinheiten renommirter Kraft- und Kniffgenies. — Berlin, 1790. (совместно с Людвигом Тиком)
- Theseus auf Kreta, ein lyrisches Drama. — Leipzig, 1791.
- Die eiserne Maske, eine schottische Geschichte. — Leipzig, 1792. (совместно с Людвигом Тиком)
- Aylo und Dschadina, oder die Pyramiden, eine ägyptische Geschichte. — Zerbst 1793–1794
- Die Fürstin, ein Hofgemälde in 5 Aufzügen. — Berlin, 1793.
- Romantische Gemählde im antiken, gothischen und modernen Geschmack. — Halle, 1793.
- Hiero und seine Familie. — Berlin, 1793.
- Margot, oder das Mißverständniß, ein Lustspiel in einem Act, nach Thümmel. — Dessau, 1793.
- Ritter, Pfaffen, Geister in Erzählungen. — Leipzig, 1793.
- Der große Churfürst vor Rathenau, ein vaterländisches Schauspiel in 4 Aufzügen. (Musik dazu von B. Wessely). — Berlin, 1795.
- Otto mit dem Pfeile, Markgraf von Brandenburg. Ein Schauspiel in 5 Aufzügen. — Berlin, 1796.
- Hochverrath; oder: der Emigrant. Ein Schauspiel in 5 Aufzügen. — Leipzig, 1798.
- Die Brüder. Schauspiel in 1 Akt. — Leipzig, 1798.
- Graf Mariano, oder der schuldlose Verbrecher. Schauspiel in 5 Aufzügen aus dem Spanischen. — Leipzig, 1798.
- Schauspiele. Bd. 1—3. — Leipzig, 1798–1800.
- Friedrich von Zollern. Ein vaterländisches Schauspiel in 5 Aufzügen. — Berlin, 1798
- Die drey Räthsel, Tragikomödie in 5 Aufzügen, nach Karl Gozzi. — Leipzig, 1798.
- Der Verstoßene, ein Schauspiel in 5 Acten. — Leipzig, 1799.
- Dionysiaca; eine Sammlung von Schauspielen. Bd. 1. — Berlin, 1802.
- Die Kuhpocken. Ein Familiengemählde in 1 Aufzug. — Berlin, 1802.
- Dramatische Gemälde. — Berlin, 1803.
- Der Nabob oder das Geheimniss. Schauspiel in 5 Aufzügen. — Berlin, 1803.
- Die Terne oder Künstlerglück. Nachspiel in 1 Act. — Berlin, 1803.
- Der Triumph des Frohsinns. Schauspiel in 5 Aufzügen. — Berlin, 1803.
- An die Deutschen! — Riga, 1812.
- Herrmann. — Riga, 1813.